# Río Huayusca (bahía San Pedro)
El río Huayusca, a veces río Guayusca, es un curso natural de agua que nace en la cordillera de los Espejos, en las faldas occidentales de la cordillera de la Costa en la Región de Los Lagos, y fluye con dirección general oeste hasta desembocar en océano Pacífico en la bahía San Pedro.
No confundir con el cercano río Hueyusca, tributario del río Llico. El mapa mapa de la zona de Luis Risopatrón, Bolaño y Ossandon lo nombra Guayusca

## Historia
Luis Risopatrón lo describe en su Diccionario Jeográfico de Chile de 1924:: 403 
Huayusca (Rio) 40° 59' 73° 50'. Es de corto curso, corre hácia el N i se vácia, en la caleta, del mismo nombre, de la bahía de San Pedro; puede ser navegado en botes en 4 kilómetros de su parte inferior, en la marea creciente, l, VIII p. 168; i XXI, carta 69; 61, XXXV, p. 34 i 70; i XXXIX, planos.